# Drapeau arc-en-ciel

Drapeau arc-en-ciel LGBT.

Le drapeau arc-en-ciel, également appelé drapeau de la paix, est un drapeau représentant plusieurs bandes ayant les couleurs d'un arc-en-ciel. L'usage du drapeau arc-en-ciel est une ancienne tradition commune à de nombreuses cultures. Il évoque généralement la paix, la diversité sexuelle et de genre, ainsi que l'harmonie entre les individus dans le monde entier.
Aujourd'hui, le drapeau arc-en-ciel est connu comme celui de la communauté lesbienne, gay, bisexuelle, transgenre, (abréviation : LGBT), depuis 1978. 
Il est également utilisé par des communautés issues de l'Empire inca, comme drapeau de la paix ou comme symbole de mouvement de protection de l'environnement. Par ailleurs, une version à sept bandes (comme le nombre de branches de la Menorah), est utilisée comme drapeau officiel par l'oblast autonome juif, en Russie.

## Drapeau Bundschuh
La Guerre des Paysans allemands (1524-1526) est amenée par le mouvement Bundschuh (1493-1517) (littéralement chaussure nouée, type de chaussure de paysan pauvre, à lacets). Lors du soulèvement de Mühlhausen (Thuringe), les dirigeants paysans et le réformateur radical Thomas Müntzer, constitués en Ewiger Bund Gottes (de) (Alliance éternelle de Dieu) devenu Ewiger Rat (de) (Conseil éternel), auraient adopté ce drapeau, avant la Bataille de Frankenhausen (1525).

## Drapeau bouddhiste

Le drapeau bouddhique.

Le drapeau bouddhiste est conçu au Sri Lanka en 1885. Il comprend six bandes verticales, la sixième étant une combinaison des cinq autres couleurs.
Le drapeau utilise les 5 couleurs dégagées par l'aura du Bouddha au moment de son Éveil. Ces cinq couleurs représentent les cinq sources de perfectionnement indispensables à la pratique bouddhique.
Cinq bandes verticales unies se succèdent :
- le bleu, symbole de la méditation ;
- le jaune clair, pour la « pensée juste » ;
- le rouge, pour l'énergie spirituelle ;
- le blanc, pour la « foi sereine » ;
- la couleur orangée, pour l'intelligence, est un composé des quatre couleurs précédentes, car l'intelligence est considérée comme la synthèse des qualités que ces couleurs symbolisent et rappelle le safran des robes de moines.

La sixième bande verticale, constituée d'une combinaison de bandes rectangulaires des cinq autres couleurs empilées verticalement, représente un composé de ces mêmes cinq couleurs du spectre de l'aura du Siddhartha Gautama, mélange de couleurs désigné sous le nom de Prabashvara (en), (« l'essence de la lumière ») et liée à la "grande joie" ou "félicité" .

## Wiphala

Wiphala.

Le Wiphala est un drapeau arc-en-ciel carré représentant les Amérindiens de Bolivie.
Le terme aymara wiphala désigne les drapeaux rectangulaires aux sept couleurs utilisées par les peuples de la cordillère des Andes. Il existe de nombreuses variantes. L'une d'elles, considérée comme le drapeau du Collasuyo, est utilisée actuellement comme symbole ethnique des Aymaras.
Récemment, le Wiphala a été accaparé comme élément d'une large iconographie des mouvements pro-natifs, surtout des peuples quechuas en Équateur, Pérou, Bolivie, Argentine et Chili principalement. Cependant, son affectation principale concerne la revendication aymara en Bolivie.
- rouge : planète terre (Pachamama)
- orange : société et culture
- jaune : énergie et force
- blanc : le temps et la dialectique
- vert : économie et production
- bleu : espace cosmique
- violet : politique et idéologie andine

## Drapeau de la paix
Le drapeau arc-en-ciel comme drapeau de la paix a été utilisé pour la première fois en Italie en 1961, inspiré de drapeaux similaires dans des manifestations anti-nucléaire. Il est devenu de nouveau populaire lors du mouvement Pace da tutti i balconi en 2002 en protestation contre l'engagement de l'Italie dans la Guerre en Irak.
Le plus souvent, le drapeau de la paix compte sept bandes de couleurs et porte le mot pace (« paix ») en blanc.

Drapeau de la paix italien (Pace signifie « paix »).
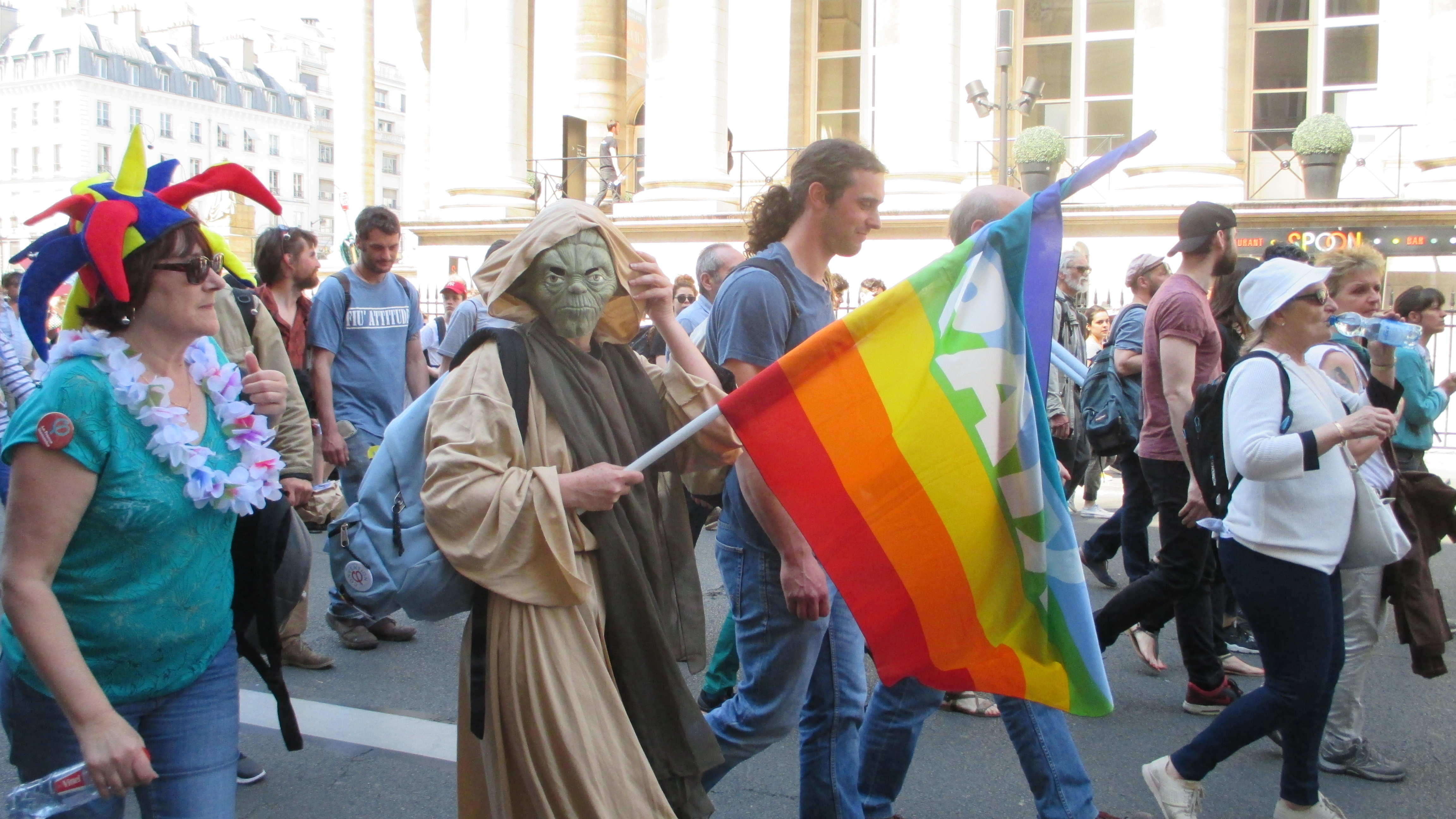
Manifestant (costumé en Yoda) avec le drapeau de la paix français.

## Drapeau de l'écologie
Au début du mois d'octobre 2009, deux mois avant la conférence de Copenhague de 2009 sur les changements climatiques, une initiative s'est inspirée du Rainbow Flag pour créer le Climate Flag.

## Drapeau du mouvement LGBT

Drapeau originel à 8 couleurs.

Le premier drapeau arc-en-ciel utilisé comme symbole du mouvement LGBT est réalisé par le graphiste et militant américain Gilbert Baker, pour la Gay and Lesbian Freedom Day Parade de San Francisco le 25 juin 1978. L'origine du drapeau est mal connue ; il a été suggéré qu'il aurait été inspiré par la chanson Over the Rainbow chantée dans le film Le Magicien d'Oz par l'actrice Judy Garland. Le premier drapeau comporte huit bandes de couleurs différentes, ayant chacune une signification. Par la suite, le nombre de couleurs est réduit à six bandes (rouge, orange, jaune, vert, bleu, violet) et devient définitif.
De nos jours, ce drapeau est largement utilisé par les organisations du mouvement LGBT ainsi que par les commerces à destination d'un public LGBT. Le 17 juin 2015, le Museum of Modern Art (MoMA) de New York acquiert le premier drapeau arc-en-ciel,.
À plusieurs reprises dans l'histoire récente du mouvement LGBT, des couleurs supplémentaires ont été introduites dans le drapeau, pour représenter les personnes noires, les personnes trans et les personnes intersexes de la communauté LGBT,,. Angela Getler crée en 2014 le drapeau arc-en-ciel polonais, utilisé pour la première fois durant la Marche des fiertés de 2014 à Varsovie. 